# NGC 169
NGC 169 (ook wel PGC 2202, UGC 365, IRAS00342+2342, MCG 4-2-35, KCPG 13B, ZWG 479.44 of ARP 282) is een spiraalvormig sterrenstelsel in het sterrenbeeld Andromeda. NGC 169 staat op ongeveer 222 miljoen lichtjaar van de Aarde.
NGC 169 werd op 18 september 1857 ontdekt door R. J. Mitchell, assistent van de Ierse astronoom William Parsons.

## HD 3411
Amateurastronomen die op zoek gaan naar het stelsel NGC 169 kunnen de ster HD 3411, in de schijnbare nabijheid ervan, aanwenden als gidsster. In deze buurt bevindt zich ook het sterrenstelsel IC 1559, samen met NGC 169 de groep Arp 282 vormend.